# فهرست ارمنی‌های عراق
در زیر فهرست ارمنی‌های عراق (انگلیسی: List of Iraqi Armenians) آورده شده‌است:
ارمنی‌های عراق افرادی می‌باشند که اصلیت و تبارش از سرزمین کوهستانی ارمنستان در مابین رشته‌کوه قفقاز و آناتولی می‌باشد و در عراق به دنیا آمده، بزرگ شده یا هم‌اکنون در این کشور ساکن هستند.

## فهرست

### هنر
- وارتان مالاکیان - هنرمند و پدر دارون ملکیان

### تجارت
- گالوست گلبنکیان - کارآفرین و بشردوست
- گئورگ هوهانیان - کارآفرین
- ژیرایر هونانیان - خانه‌ساز

### ادبیات
- شانت کندریان - نویسنده

### موسیقی
- ستا هاکوپیان - خواننده
- دارون ملکیان - نوازنده گیتار و عضو گروه موسیقی سیستم آو ا داون
- بئاتریس اوهانسیان - نوازنده پیانو
- لوریس چوبانیان - نوازنده گیتار، رهبر (موسیقی)، و آهنگساز
- سیلوا شاهاکیان -

### سیاست
- Hambersom Aghbashian - پژوهشگر و نویسنده
- ایزابل دینگیزیان - سیاستمدار
- موراد آرتین - سیاست‌مدار

### دین
- تورگوم مانوکیان - پاتریارک ارمنیان اورشلیم
- آواک آساتوریان - Primate of the اسقف‌نشین ارمنی عراق

### علم
- آرا وارتگس دارزی - جراح و سیاستمدار
- گریگور گورزادیان - فیزیک‌دان و ستاره‌شناس

### ورزش
- کارو موراد - بوکسور حرفه‌ای

### متنوع
- سیلوا شاهاکیان - beauty contestant